# Daily News Café, Stockholm

Daily News Café var en restaurang, nattklubb och konsertlokal i Sverigehuset i  Kungsträdgården i Stockholm. Den öppnade 1980, och stängdes i januari 2004.
Nattklubben var under 1987 inspelningsplats för underhållningsprogrammet Daily Live.